# Ilja Lesjoekov
Ilja Sergejevitsj Lesjoekov (Russisch: Илья Сергеевич Лешуков) (Jekaterinburg, 27 december 1995) is een Russisch beachvolleyballer. Hij won een zilveren medaille bij de Europese kampioenschappen en nam eenmaal deel aan de Olympische Spelen.

## Carrière
Lesjoekov was van 2013 tot en met 2017 met verschillende partners voornamelijk actief in de Europese en Oost-Europese competitie. In 2014 debuteerde hij met Aleksandr Margijev in Anapa in de FIVB World Tour en won hij zilver bij de WK onder 21 in Larnaca en bij de EK onder 20 in Cesenatico. In 2016 behaalde hij met Nikita Ljamin met een negende plaats in Sotsji zijn eerste toptienklassering in de mondiale competitie. Sinds 2018 vormt Lesjoekov een team met Konstantin Semjonov. Het eerste jaar namen ze deel aan tien toernooien op mondiaal niveau waarbij ze twee overwinningen boekten (Mersin en Yangzhou) en een derde plaats (Ostrava) behaalden. Bij de Europese kampioenschappen in Nederland werd het duo vierde, nadat de halve en troostfinale achtereenvolgens verloren werden van de Letten Jānis Šmēdiņš en Aleksandrs Samoilovs en de Spanjaarden Pablo Herrera en Adrián Gavira.
Het jaar daarop kwamen ze bij zeven reguliere FIVB-toernooien tot twee derde (Den Haag en Warschau), een vijfde (Espinho) en twee negende plaatsen (Ostrava en Moskou). Bij de wereldkampioenschappen in Hamburg bereikten ze de achtste finale waar ze werden uitgeschakeld door het Amerikaanse duo Tri Bourne en Trevor Crabb. Bij de EK in eigen land wonnen Lesjoekov en Semjonov het zilver achter de Noren Anders Mol en Christian Sørum. Ze sloten het seizoen af met een negende plaats bij de World Tour Finals in Rome en werden daarna nog derde bij het olympisch kwalificatietoernooi in Haiyang. In 2020 behaalde het duo een negende plaats in Doha, waarna de rest van het seizoen werd opgeschort vanwege de coronapandemie. Het daaropvolgende seizoen deden de twee in aanloop naar Spelen mee aan zes internationale toernooien met onder meer een tweede (Cancun) en twee vijfde plaatsen (Cancun en Ostrava) als resultaat. Bij het olympisch beachvolleybaltoernooi in Tokio werden Lesjoekov en Semjonov in de kwartfinale uitgeschakeld door Mol en Sørum, nadat ze in de groepsfase nog van de Noren hadden gewonnen. Bij de EK in Wenen waren de Noren in de kwartfinale opnieuw te sterk. Lesjoekov en Semjonov sloten het seizoen af met een negende plaats bij de finale in Cagliari.

## Palmares
Kampioenschappen
- 2014:  WK U21
- 2014:  EK U20
- 2019: 9e WK
- 2019:  EK
- 2021: 5e OS

FIVB World Tour
- 2018:  3* Mersin
- 2018:  4* Ostrava
- 2018:  4* Yangzhou
- 2019:  4* Den Haag
- 2019:  4* Warschau
- 2021:  4* Cancun